# Матс Ларссон
Матс Ларссон  (швед. Mats Larsson, 20 березня 1980) — шведський лижник, олімпійський медаліст.

## Виступи на Олімпіадах
| Олімпіада  | Дисципліна         | Місце |
| ---------- | ------------------ | ----- |
| Турин 2006 | 15 км              | 19    |
| Турин 2006 | естафета 4 х 10 км | 3     |

## Зовнішні посилання
- Досьє на sport.references.com [Архівовано 12 листопада 2012 у Wayback Machine.]